# Нежить

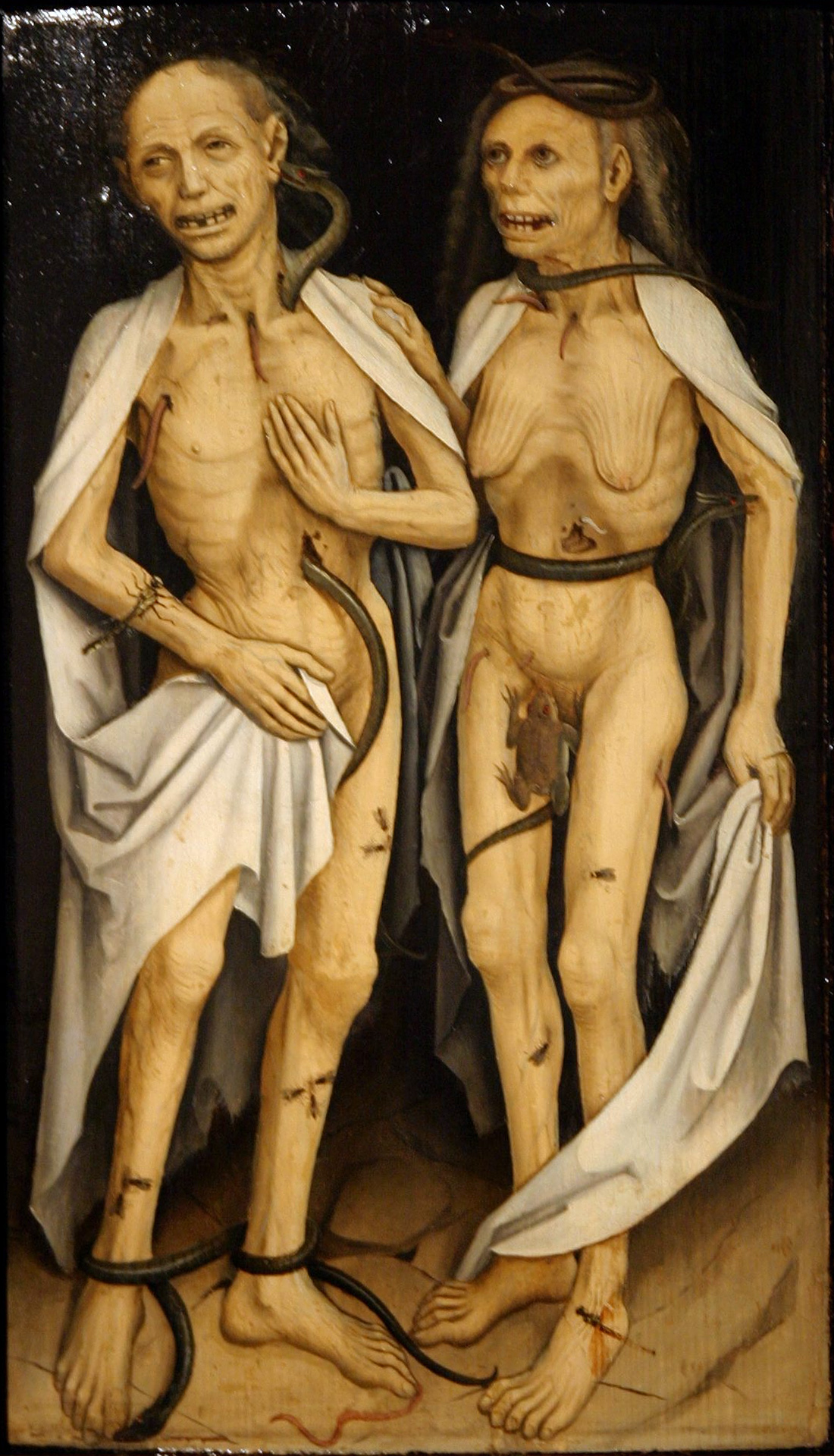
Картина «Мёртвые любовники». Около 1470 года

Не́жить, ожи́вшие мертвецы́ (англ. undead) — персонажи художественной литературы Нового и Новейшего времени, а также современных фантастических произведений, в том числе тематического кино и компьютерных игр. Это существа, чаще всего люди, которые умерли, но ведут себя как живые. Нежить может быть бестелесной, как призраки, или иметь телесную оболочку, как вампиры и зомби. Эти персонажи характерны для готической литературы и таких современных жанров, как фэнтези и ужасы.

## Истоки
Представления об оживших мертвецах встречаются в верованиях большинства культур. Почти все формы нежити в той или иной степени основаны на мифологии и фольклоре.
В восточной литературе (китайской, японской) «неумиренные» духи и тела фигурируют с незапамятных времён (см. кайдан, чжи-и). В европейской литературе интерес к этим существам появился в эпоху романтизма. В 1797—1799 гг. в английской и немецкой литературе возникла мода на «страшные» баллады о живых мертвецах. В это время Гёте создаёт «Коринфскую невесту», Вальтер Скотт — «Гленфинлас» и «Иванов вечер» (переведённый на русский язык В. А. Жуковским), С. Т. Кольридж — «Кристабель» и «Сказание о старом мореходе» (первую обработку легенды о летучем голландце).
На рубеже 1810-х и 1820-х гг. и в немецкой, и в английской литературе вместилищем рассказов о пришельцах с того света становится короткая проза. Так, в 1819 г. Джон Полидори публикует новеллу «Вампир», породившую целую литературу о вампирах. Годом ранее Мэри Шелли придумала чудовище Франкенштейна — существо, созданное из кусков различных тел и оживлённое электричеством; это один из немногих примеров чисто литературной нежити, не имеющей предшественников в фольклоре. Викторианская эпоха ознаменовалась формированием специфического жанра рассказа о привидениях, на котором специализировались, в частности, Ш. Ле Фаню и М. Р. Джеймс.
Считается, что нежить обычно ничего не ест, кроме вампиров, которые пьют кровь, и зомби, которые в современных произведениях являются людоедами.

## Название
В русском языке слово «нежить» традиционно обозначало не оживших мертвецов, а духов, нечистую силу, которая никогда не была человеком, она «не живёт и не умирает»: домового, полевого, водяного, лешего и прочее. Современное значение слова пришло в русский язык из английского языка.
Впервые английское слово undead, которое дословно переводится как «неусопший», в данном значении употребил Брэм Стокер в популярном романе «Дракула» (1897). Он называл им только вампиров, но в дальнейшем оно распространилось и на другие виды живых мертвецов. Иногда в англоговорящих странах используются и другие названия для нежити, например, unliving — «неживой» или шутливое living-impaired — «неполноценно живой».
Во французском языке (а теперь также и в английском) для обозначения пришельцев с того света со стародавних времён используется также термин «revenant».

## Разновидности
Некоторые виды нежити имеют реальные мифологические прообразы, другие являются относительно современным авторским вымыслом. В современном западном фэнтези к нежити относят следующих существ:
Материальные существа:
- Личи — маги-некроманты, добровольно ставшие нежитью и хранящие свою душу в особых сосудах. Наиболее древние из них называются демиличами[1].
- Вампиры — существа, которым необходимо пить человеческую кровь, чтобы выжить[1][4].
- Скелеты — ходячие скелеты, поднятые из могил некромантами[1][4].
- Зомби — мертвецы, превращённые колдовством или инфекцией в бездумных пожирателей плоти[1].
- Гули (часто переводятся как упыри) — поедатели мёртвой и живой плоти, в основном живущие на кладбищах[1][4].
- Умертвия — существа, популяризованные Джоном Р. Р. Толкином, обозначающие поднявшихся мертвецов/духов могильных холмов[5].
- Драугры — близкие к умертвиям и вампирам существа, также иногда выступающие как стражи могильных курганов[1].
- Мумии[англ.] — ожившие бальзамированные мертвецы, сохраняются лучше, чем зомби, часто обладают магическими способностями[1].
- Ревенанты[англ.] — мертвецы, вставшие из могилы, одержимые какой-то целью, чаще всего местью[1][4].
- Рыцари смерти[англ.] — выдающиеся полководцы и правители, ожившие после смерти по той или иной причине[1].

Бестелесные существа:
- Банши — женщины, которые являются возле дома человека и своими характерными стонами и рыданиями оповещают, что час его кончины близок[1][4].
- Блуждающие огни — таинственные огоньки, появляющиеся чаще всего на болотах[1].
- Призраки (привидения) — неупокоенные души умерших. В художественных произведениях бывают трёх типов: бессознательные, повторяющие одни и те же прижизненные действия как на записи; полусознательные, бесформенные, часто проявляющиеся полтергейстом; полностью сознательные духи, способные активно взаимодействовать с миром живых[1][4].
- Тени — силуэты, всегда неотчётливые, безликие и видимые, как правило, мельком[4].

## Галерея

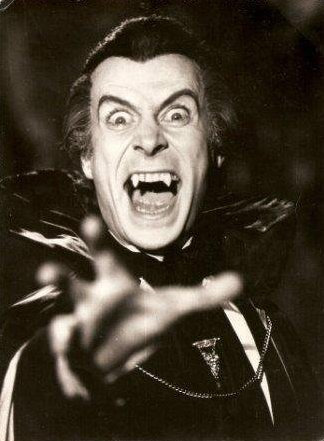
Дракула — самый известный вампир. В исполнении Джианни Лунадеи[англ.]
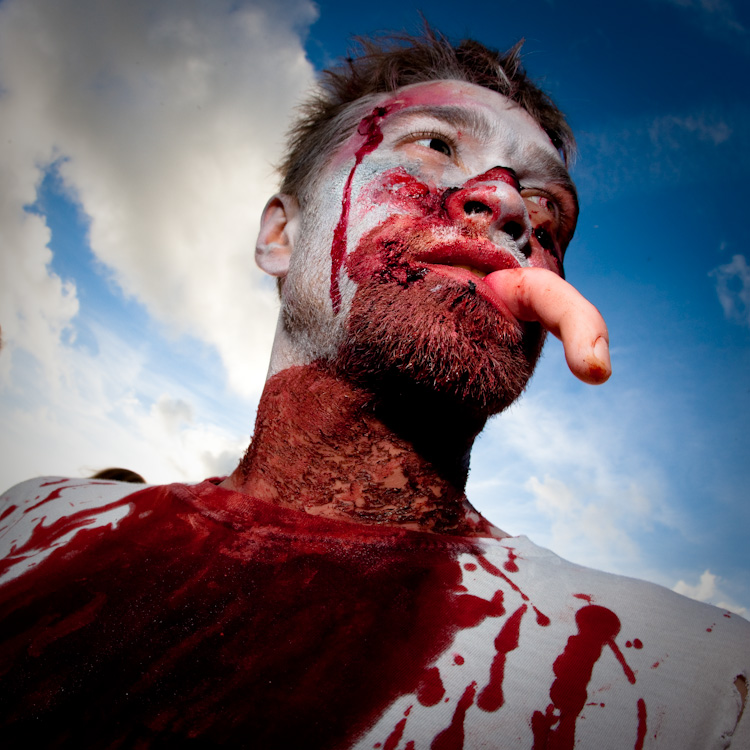
Косплей зомби
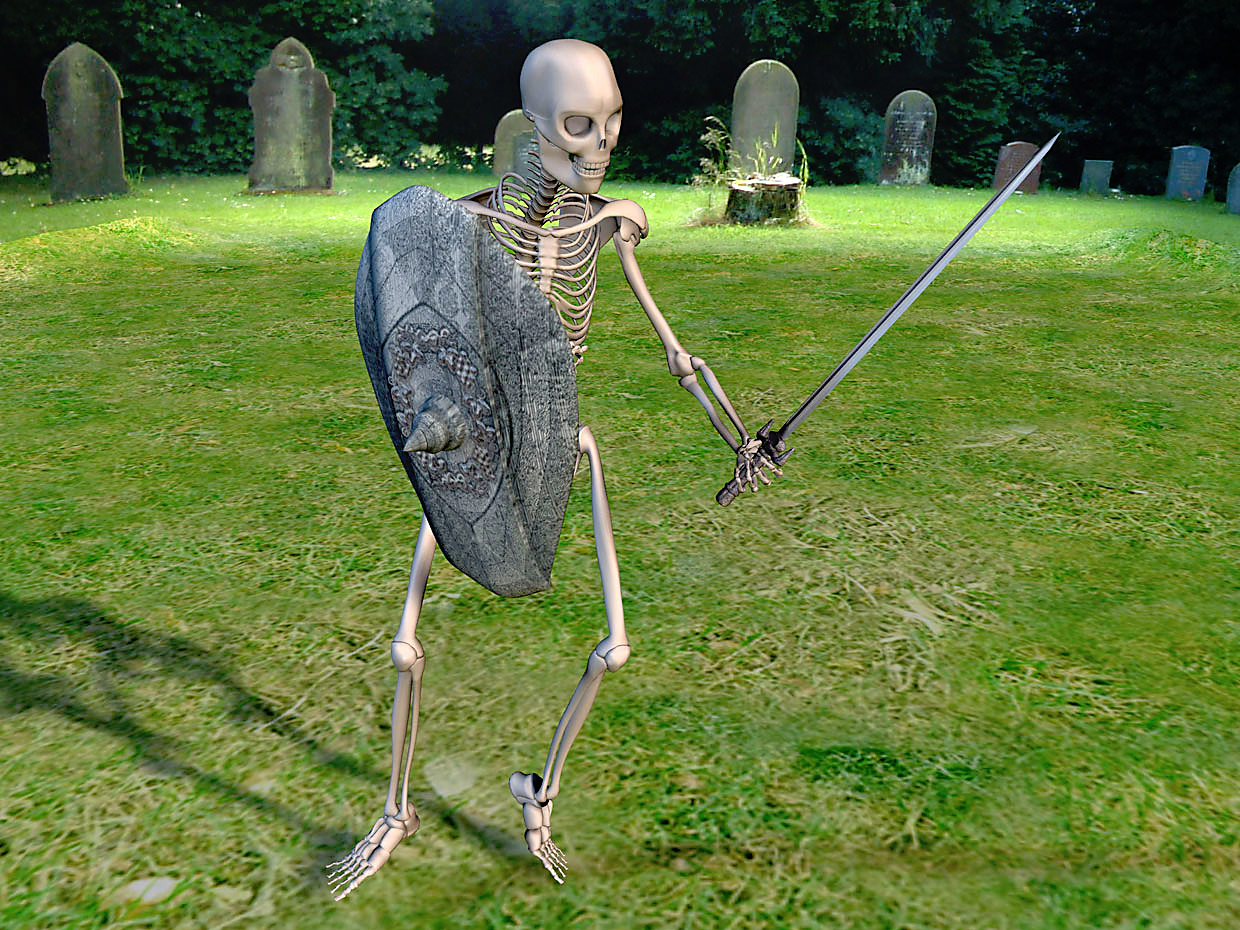
Модель скелета-воина
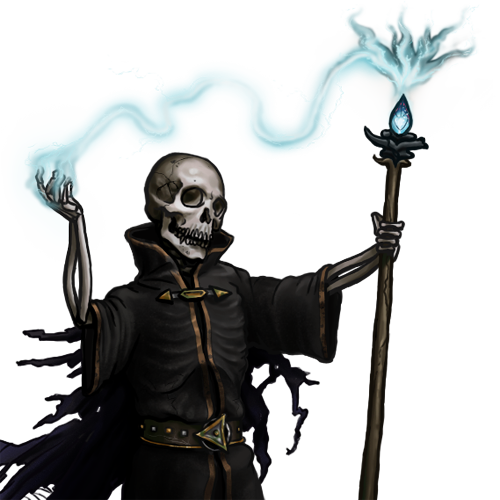
Лич из игры «Battle for Wesnoth»
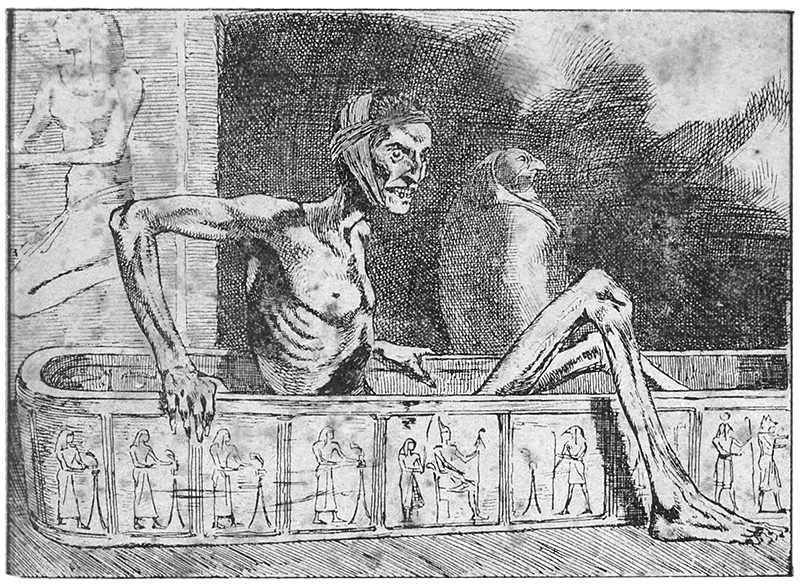
Поднявшаяся мумия на иллюстрации М. ван Маэле к рассказу А. К. Дойла «Номер 249»